# Футбол в КНДР
Футбол в КНДР является наиболее популярным видом спорта. Управляется Ассоциацией футбола КНДР, основанной в 1945 году, вошедшей в АФК в 1954 году и в ФИФА в 1958 году. Председатель Ассоциации — Мун Чже Чол. В связи с закрытостью государства трудно подсчитать среднюю посещаемость матчей национального чемпионата.

## Клубные турниры

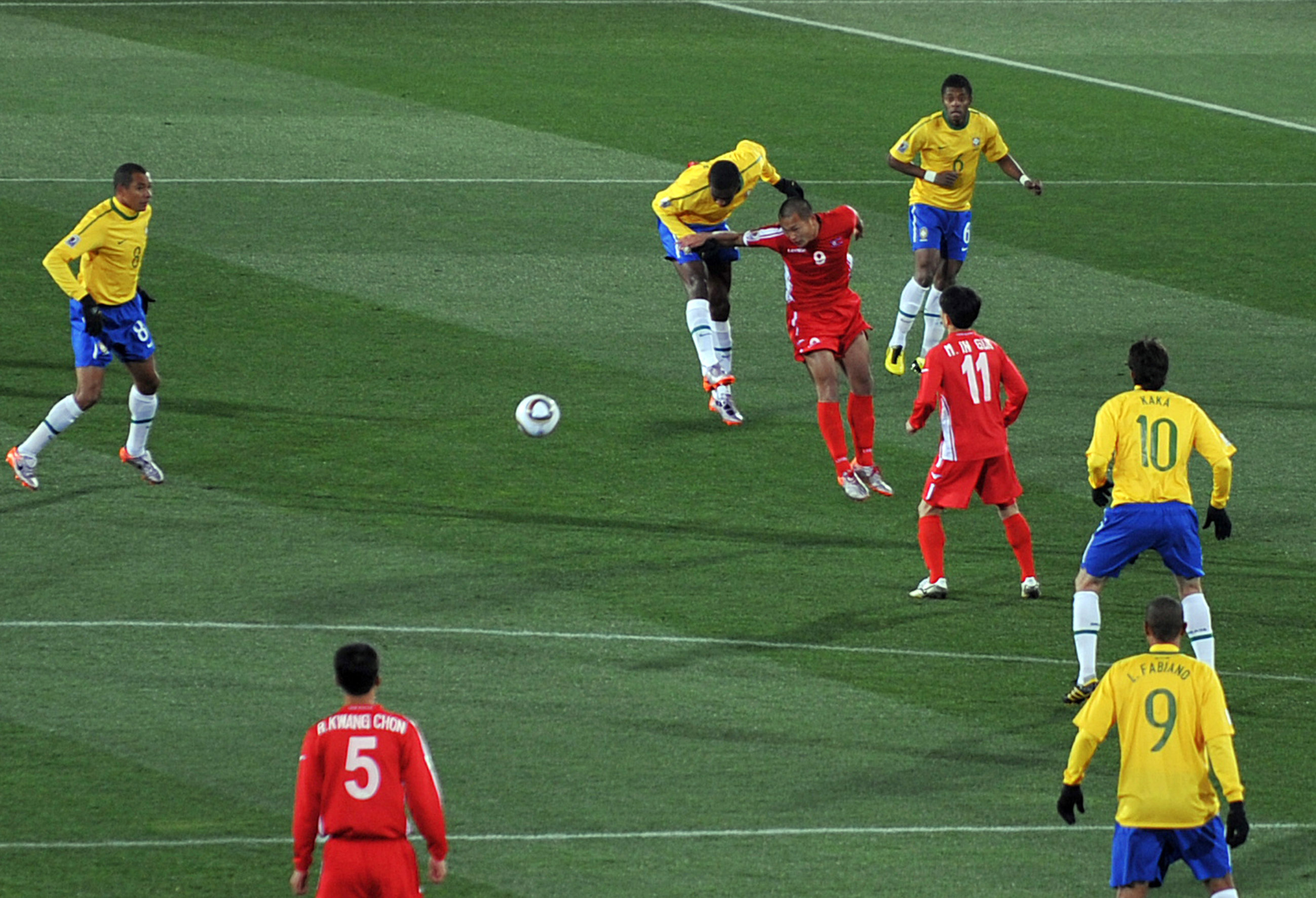
Игра КНДР—Бразилии на чемпионате мира по футболу 2010 года

Чемпионат КНДР по футболу или Северокорейская футбольная лига — высшая футбольная лига в стране, ниже которой идут Вторая Северокорейская лига и Третья любительская Северокорейская лига. Первенства проводятся не синхронно, а в разные времена года. Начиная с 2017 года две лучшие команды КНДР имеют право играть в Кубке АФК. Рекордсменом по числу побед является клуб «25 апреля», выигравший чемпионат Кореи 17 раз. Кубковое соревнование — Кубок КНДР по футболу или Открытый кубок. Клубы КНДР не являются профессиональными в полном смысле этого слова.
Игроки КНДР очень редко выступают за границей: редкими исключениями являются Чон Тэ Се, игравший в Германии за «Бохум» и «Кёльн», и Хон Ён Чо, выступавший в чемпионате России за «Ростов».

## Сборные

### Мужская
Сборная КНДР по футболу, занимающая 109-е место в рейтинге ФИФА, состоит из этнических северокорейцев и общины корейцев в Японии. Дебют КНДР на чемпионатах мира состоялся в 1966 году, где северокорейская команда, ожидаемо проиграв сборной СССР в стартовом матче, сумела выйти из группы и переиграть главного конкурента за 2-е место, сборную Италии, со счётом 1:0. В четвертьфинале северокорейцы проиграли Португалии со счётом 5:3, ведя 3:0 к 25-й минуте и пропустив четыре гола от Эйсебио. В 2010 году сборная КНДР вернулась на чемпионат мира, но проиграла все три матча группового этапа и не вышла из группы. На чемпионаты мира 2014 и 2018 года команда не попала.

### Женская
Женская сборная КНДР по футболу комплектуется исключительно уроженками КНДР и гораздо более успешна, чем мужская команда. В 2007 году на чемпионате мира в Китае северокореянки вышли в четвертьфинал, а в 2008 году завоевали Кубок Азии. При этом сборная КНДР была отстранена от участия в отборочных играх чемпионата мира 2015 года, поскольку ряд её игроков провалил допинг-тест.